# Steenfelde
Steenfelde ist eine Ortschaft in der Gemeinde Westoverledingen im Landkreis Leer im Nordwesten von Niedersachsen.
Die Ortschaft hat 2.254 Einwohner (Stand 2020) und besteht aus den Ortsteilen Bullerbarg, Steenfelde, Steenfelderfehn und Steenfelderkloster. Steenfelde liegt im Südwesten des Gemeindegebietes. Begrenzt wird Steenfelde nördlich durch Großwolde, östlich durch Flachsmeer, südlich durch Völlen und westlich durch Mitling-Mark.

## Geschichte
Als mittelalterliches Kirchdorf bestand Steenfelde aus etwa 13 Bauernhöfen. Im Ausgang des 17. Jahrhunderts erfolgte die Besiedlung des heutigen Steenfelderfehn. Auch die Moor- und Heidegebiete östlich und südöstlich von Steenfelde wurden vor 300 Jahren langsam besiedelt. Um 1800 wurden die Siedlungen Steenfelderfeld und Bullerbarg angelegt.
Steenfelde wurde etwa im 14. Jahrhundert selbstständiges Kirchspiel, die Steenfelder Kirche selbst wurde im 13. Jahrhundert erbaut. Die reformierte Kirchengemeinde Steenfelde erlebte um 1671 einen münsterreschen Überfall. Dem damaligen Pastor Katechet Overmann ist es zuzuschreiben, dass die Gemeinde zur lutherischen Konfession wechselte.
Während der napoleonischen Zeit war Steenfelde eine Vogtei im Amte Leer. Ende des 19. Jahrhunderts wurde diese Vogtei aufgelöst, es entstand die Gemeinde Steenfelde. 1962 bildete man mit den Gemeinden Großwolde und Flachsmeer eine Samtgemeinde. 1973 entstand durch die Gebietsreform die heutige Gemeinde Westoverledingen mit Steenfelde als Ortschaft.
1856 wurde die durch Steenfelde führende Bahnstrecke Emden–Rheine in Betrieb genommen, der Steenfelder Bahnhof wurde 1911 eröffnet. Wenige Jahre später kam eine Posthilfstelle hinzu, von dort aus wurden die Gemeinden Steenfelde und Flachsmeer postalisch versorgt.
Es ist sicher, dass 1684 bereits eine Dorfschule bestand. Später wurde die Unterrichtsversorgung mit zwei Schulen gewährleistet. Seit der Gebietsreform gibt es eine Grundschule für Steenfelde und Großwolde an der Schulstraße. An dieser Straße sind auch Haupt- und Realschule im Schulzentrum Collhusen untergebracht.
Der Zweite Weltkrieg kostete zahlreichen Menschen aus Steenfelde das Leben. Der Versuch, die Alliierten im April 1945 bei ihrem Durchzug in die Garnisonsstadt Leer zu stoppen, hinterließ schwere Gebäudeschäden.
Am 1. Januar 1973 wurde Steenfelde in die neue Gemeinde Westoverledingen eingegliedert.

## Verkehr

### Straßen
Steenfelde ist durch die Bundesstraße 70 an das Fernstraßennetz angeschlossen. Die nächsten Autobahnanschlüsse sind „Leer-Ost“ (19 km) zur Bundesautobahn 28 und „Papenburg“ (15 km) zur Bundesautobahn 31.

### Bahn
Steenfelde liegt an der Bahnstrecke Rheine–Norddeich Mole. Der nächstgelegene Bahnhof ist in der Stadt Papenburg (4 km).

### Flugplatz
Im nördlichen Stadtteil von Leer-Nüttermoor liegt der Flugplatz Leer-Papenburg (18 km). Der nächste internationale Flughafen ist der City Airport Bremen in Bremen (90 km).

## Wirtschaft
Über Jahrhunderte sicherte die Landwirtschaft das Auskommen der Steenfelder. Mit Beginn des 20. Jahrhunderts wurden Arbeitsplätze in den Städten rund um Steenfelde immer wichtiger und gerade die Industrie in Leer und Papenburg stieg zum wichtigsten Arbeitgeber auf. Die Flurbereinigung und der technische Fortschritt ließen die Landwirtschaft stark verändern und an Bedeutung verlieren. Auch die Zahl der anderen Selbstständigen in Steenfelde nahm im 20. Jahrhundert stark ab. Veränderte wirtschaftliche und soziale Bedingungen ließen die meisten Gaststättenbetriebe aussterben. Gerade aber die Zentralisierung von Handel, Gewerbe und Verwaltung ließen viele Arbeitsplätze in Steenfelde verloren gehen. Steenfelde verlor durch die Eingliederung in die Gemeinde Westoverledingen nicht nur an Bedeutung. In den 1960er Jahren schloss der Bahnhof Steenfelde und in den 1980er-Jahren die Poststelle. Seit den 1970er Jahren sorgt nicht mehr eine ortsansässige Polizeidienststelle für Sicherheit und Ordnung. Nur die Kirche und die Freiwillige Feuerwehr blieben als letzte öffentliche Einrichtungen im alten Dorfkern erhalten.
Die Einwohner Steenfeldes leben heute vor allem in den Siedlungen. Erst in den letzten Jahren stieg die Zahl der Selbstständigen in Steenfelde wieder an. Gerade in den beiden Gewerbegebieten „An der Bahn“ und „Lüke-Smit-Straße“ sind wieder zahlreiche Betriebe ansässig. Mit etwa 100 Mitarbeitern ist die Plock Elektro GmbH größter Arbeitgeber in Steenfelde. Direkt im Dorfkern produziert das Steenfelder Betonwerk Johann Meinders GmbH Fertigteile für den Industrie- und Wohnungsbau. Seit 1997 ist Steenfelde von weit her durch den ca. 104 ha großen Windenergieanlagenpark sichtbar. Die Windpark Steenfelde GmbH & Co. Betriebs-KG ließ Windkraftanlagen mit einer Leistung von 9 MW aufstellen.

## Leben und Kultur
Die Ortschaft Steenfelde ist heute vor allem Wohngemeinde. Neben wenigen in der Ortschaft selbst Beschäftigten pendeln die meisten Arbeitnehmer in Steenfelde in die umliegenden Städte.
Durch den Youtuber Wilke Zierden gelangt der SV SuS Steenfelde zu immer größerer Bekanntheit. Der Mittelpunkt des Youtube-Kanals ist das humoristische Zusammenspiel zwischen Wilke und Udo, dem Platzwart vom SV SuS Steenfelde. Gemeinsam sind sie bereits in verschiedenen Fernsehsendungen aufgetreten.